# Mitjana activada per pics
La mitjana activada per pics (STA) és una eina per caracteritzar les propietats de resposta d'una neurona utilitzant els pics emesos en resposta a un estímul variable en el temps. L'STA proporciona una estimació del camp receptiu lineal d'una neurona. És una tècnica útil per a l'anàlisi de dades electrofisiològiques.
Matemàticament, l'STA és l'estímul mitjà que precedeix un pic. Per calcular l'STA, s'extreu l'estímul de la finestra de temps que precedeix cada pic i es calcula la mitjana dels estímuls resultants (activats pel pic) (vegeu el diagrama). L'STA proporciona una estimació imparcial del camp receptiu d'una neurona només si la distribució de l'estímul és esfèricament simètrica (per exemple, soroll blanc gaussià).
L'STA s'ha utilitzat per caracteritzar cèl·lules ganglionals de la retina, neurones del nucli geniculat lateral i cèl·lules simples de l'escorça estriada (V1). Es pot utilitzar per estimar l'etapa lineal del model de cascada de Poisson lineal-no lineal (LNP). L'enfocament també s'ha utilitzat per analitzar com la dinàmica dels factors de transcripció controla la regulació gènica dins de cèl·lules individuals.
La mitjana activada per pics també es coneix comunament com a correlació inversa o anàlisi de soroll blanc. L'STA és ben conegut com el primer terme de l'expansió de la sèrie del nucli de Volterra o del nucli de Wiener. Està estretament relacionada amb la regressió lineal i és idèntica a ella en circumstàncies comunes.

## Definició matemàtica

### STA estàndard
Sigui {\displaystyle \mathbf {x_{i}} } el vector d'estímuls espaciotemporal que precedeix el {\displaystyle i} enèsima vegada bin, i {\displaystyle y_{i}} el recompte de pics en aquest interval. Es pot suposar que els estímuls tenen una mitjana zero (és a dir, {\displaystyle E[\mathbf {x} ]=0}). Si no, es pot transformar per tenir una mitjana zero restant l'estímul mitjà de cada vector. L'STA es dóna
{\displaystyle \mathrm {STA} ={\tfrac {1}{n_{sp}}}\sum _{i=1}^{T}y_{i}\mathbf {x_{i}} ,}
on {\displaystyle n_{sp}=\sum y_{i}}, el nombre total d'espigues.
Aquesta equació s'expressa més fàcilment en notació matricial: sigui {\displaystyle X} una matriu la qual {\displaystyle i} la 'èssima fila és el vector d'estímul {\displaystyle \mathbf {x_{i}^{T}} } i sigui {\displaystyle \mathbf {y} } un vector columna el qual {\displaystyle i} l'element és {\displaystyle y_{i}} Aleshores, l'STA es pot escriure
{\displaystyle \mathrm {STA} ={\tfrac {1}{n_{sp}}}X^{T}\mathbf {y} .}

### STA blanquejada
Si l'estímul no és soroll blanc, sinó que té una correlació diferent de zero a través de l'espai o el temps, l'ESTA estàndard proporciona una estimació esbiaixada del camp receptiu lineal. Per tant, pot ser apropiat blanquejar l'ESTA per la inversa de la matriu de covariància de l'estímul. Això resol el problema de la dependència espacial, però encara assumim que l'estímul és temporalment independent. L'estimador resultant es coneix com a ESTA blanquejada, que ve donat per
{\displaystyle \mathrm {STA} _{w}=\left({\tfrac {1}{T}}\sum _{i=1}^{T}\mathbf {x_{i}} \mathbf {x_{i}} ^{T}\right)^{-1}\left({\tfrac {1}{n_{sp}}}\sum _{i=1}^{T}y_{i}\mathbf {x_{i}} \right),}
on el primer terme és la matriu de covariància inversa dels estímuls en brut i el segon és la STA estàndard. En notació matricial, això es pot escriure
{\displaystyle \mathrm {STA} _{w}={\tfrac {T}{n_{sp}}}\left(X^{T}X\right)^{-1}X^{T}\mathbf {y} .}
L'STA blanquejada només és imparcial si la distribució d'estímuls es pot descriure mitjançant una distribució gaussiana correlacionada (les distribucions gaussianes correlacionades són el·lípticament simètriques, és a dir, es poden fer esfèricament simètriques mitjançant una transformació lineal, però no totes les distribucions el·lípticament simètriques són gaussianes). Aquesta és una condició més feble que la simetria esfèrica.
L'STA blanquejada és equivalent a la regressió lineal per mínims quadrats de l'estímul contra el tren d'espigues.

### STA regularitzada
A la pràctica, pot ser necessari regularitzar l'STA blanquejat, ja que el blanquejament amplifica el soroll al llarg de les dimensions de l'estímul que l'estímul explora poc (és a dir, els eixos al llarg dels quals l'estímul té baixa variància). Un enfocament comú per a aquest problema és la regressió de crestes. L'STA regularitzat, calculat mitjançant la regressió de crestes, es pot escriure
{\displaystyle \mathrm {STA} _{ridge}={\tfrac {T}{n_{sp}}}\left(X^{T}X+\lambda I\right)^{-1}X^{T}\mathbf {y} ,}
on {\displaystyle I} denota la matriu d'identitat i {\displaystyle \lambda } és el paràmetre de la cresta que controla la quantitat de regularització. Aquest procediment té una interpretació bayesiana simple: la regressió de la cresta és equivalent a col·locar una prior als elements STA que diu que s'extreuen iid d'una prior gaussiana de mitjana zero amb covariància proporcional a la matriu d'identitat. El paràmetre de la cresta estableix la variància inversa d'aquesta prior, i normalment s'ajusta mitjançant validació creuada o Bayes empíric.

## Propietats estadístiques
Per a les respostes generades segons un model LNP, l'STA blanquejada proporciona una estimació del subespai cobert pel camp receptiu lineal. Les propietats d'aquesta estimació són les següents:

### Consistència
L'STA blanquejat és un estimador consistent, és a dir, convergeix al veritable subespai lineal, si
1. La distribució d'estímuls {\displaystyle P(\mathbf {x} )} és el·lípticament simètrica, per exemple, gaussiana. (Teorema de Bussgang)
2. L'STA esperada no és zero, és a dir, la no linealitat indueix un canvi en els estímuls desencadenats per l'espiga.

### Optimalitat
L'STA blanquejat és un estimador asimptòticament eficient si
1. La distribució d'estímuls {\displaystyle P(\mathbf {x} )} és gaussià
2. La funció de resposta no lineal de la neurona és l'exponencial, {\displaystyle exp(x)}

Per a estímuls arbitraris, l'STA generalment no és consistent ni eficient. Per a aquests casos, s'han desenvolupat estimadors de màxima versemblança i basats en informació que són consistents i eficients alhora.